# Liste der Bodendenkmäler in Dornstadt-Linkersbaindt
Auf dieser Seite sind die Bodendenkmäler in dem schwäbischen gemeindefreien Gebiet Dornstadt-Linkersbaindt zusammengestellt. Diese Tabelle ist eine Teilliste der Liste der Bodendenkmäler in Bayern. Grundlage ist die Bayerische Denkmalliste, die auf Basis des Bayerischen Denkmalschutzgesetzes vom 1. Oktober 1973 erstmals erstellt wurde und seither durch das Bayerische Landesamt für Denkmalpflege geführt wird. Die folgenden Angaben ersetzen nicht die rechtsverbindliche Auskunft der Denkmalschutzbehörde.

| Lage                               | Objekt | Akten-Nr.     | Bild |
| ---------------------------------- | --- | ------------- | ---- |
| Dornstadt-Linkersbaindt (Standort) | Grabhügel der Bronze- und Hallstattzeit.                                                                        | D-7-6929-0007 |      |
| Dornstadt-Linkersbaindt (Standort) | Grabhügel vorgeschichtlicher Zeitstellung.                                                                      | D-7-6929-0015 |      |
| Dornstadt-Linkersbaindt (Standort) | Grabhügel vorgeschichtlicher Zeitstellung.                                                                      | D-7-6929-0016 |      |
| Dornstadt-Linkersbaindt (Standort) | Abschnittswall vor- und frühgeschichtlicher Zeitstellung, Siedlung der Latènezeit und der römischen Kaiserzeit. | D-7-6929-0020 |      |
| Dornstadt-Linkersbaindt (Standort) | Gräber der Urnenfelderzeit, Grabhügel und Siedlung vorgeschichtlicher Zeitstellung.                             | D-7-6929-0185 |      |
| Dornstadt-Linkersbaindt (Standort) | Straße der römischen Kaiserzeit.                                                                                | D-7-6929-0200 |      |
| Dornstadt-Linkersbaindt (Standort) | Straße der römischen Kaiserzeit.                                                                                | D-7-6929-0201 |      |
| Dornstadt-Linkersbaindt (Standort) | Viereckschanze der jüngeren Latènezeit.                                                                         | D-7-7029-0001 |      |
| Dornstadt-Linkersbaindt (Standort) | Grabhügel vorgeschichtlicher Zeitstellung.                                                                      | D-7-7029-0002 |      |
| Dornstadt-Linkersbaindt (Standort) | Villa rustica der römischen Kaiserzeit.                                                                         | D-7-7029-0009 |      |
| Dornstadt-Linkersbaindt (Standort) | Straße der römischen Kaiserzeit.                                                                                | D-7-7029-0023 |      |